# Apache Wicket
Apache Wicket je framework pro tvorbu webových aplikací v programovacím jazyce Java. Autory tohoto frameworku jsou Jonathan Locke a Miko Matsumura. Framework vznikl v roce 2004 a jeho první verze byla uvolněna o rok později. Slovo Apache se do názvu dostalo v roce 2007, od té doby je tento projekt vyvíjen pod Apache License 2.0 organizací Apache Software Foundation.

## Vlastnosti
Wicket patří mezi komponentně řízené frameworky (tzv. Component-based framework), tyto frameworky se obvykle vyznačují vysokou abstrakcí nad HTTP protokolem. To znamená, že programátor nepracuje s HTTP protokolem přímo, což má za důsledek, že se psaní webové aplikace v takovýchto frameworcích blíží psaní desktopových aplikací.
- Wicket se v psaní komponent podobá swingu

- Webová aplikace psaná pod Wicket se skládá z prosté (x)HTML šablony pro prezentační vrstvu a Java kódu pro business logiku. Zpracování šablony jako značkovacího jazyka je obecně vzato komplexnější, pro (x)HTML je však podpora většiny komponent včetně AJAXu, ačkoliv lze vyrobit např. XML šablonu generující RSS Feed.

- Propojení textové šablony a Java kódu je realizováno v (x)HTML přes atribut wicket:id u elementů, které se budou chovat dynamicky, s odpovídajícím názvem komponenty v Java kódu. Obecně je deklarován XML jmenný prostor pro prefix wicket, který definuje několik speciálních značek a atributů, pomocí kterých se obslužné třídy Wicketu svazují s šablonou a ovlivňují výsledek renderování stránky.[1]

- Pluginy pro vývojová prostředí:

1. Eclipse – Wicket Bench
2. Netbeans – NB Wicket Support
3. IntelliJ IDEA – Wicket Forge

- Možnost integrace s frameworky Hibernate, Spring, Dojo a další, specificky pro Spring je ve Wicketu přímá podpora, zvláště pak pro využití beanů definovaných Springem. Další frameworky, zejména pro práci s databází, mohou obvykle fungovat nezávisle na Wicketu, jako je tomu v případě Hibernate, spíše jsou často koncipovány tak, že je vhodné použít Spring, míněno Spring Core a integraci Wicketu se Springem.

- Podpora tlačítka zpět v prohlížeči, která je umožněna pomocí ukládání verzí stránek do mapy stránek pro každé okno prohlížeče uživatelské relace

- Možnost vytváření znovupoužitelných komponent a komponenty Panel zapouzdřující více komponent pro tvorbu znovupoužitelného celku

- Připravené komponenty jako validace uživatelských vstupů, stránkování, tabulky, odkazy.

- Vlastní kontrola a zabezpečení URL, možnost vytváření URL optimalizovaných pro vyhledávače (clean URL)

- Podpora AJAX s alternativou klasického HTTP dotazu pro prohlížeče nepodporující JavaScript

- Přímá podpora jQuery – od verze Wicketu 6.0

- Interní nástroj pro řízení kontroly přístupu ke stránkám či komponentám založený na uživatelských rolích

## Jak vytvořit Wicket projekt
K vytvoření projektu je zapotřebí
1. vývojové prostředí (Eclipse je doporučován)
2. Java SDK
3. Maven 2[2]
4. Jetty servlet engine[3]
5. použít webovou aplikaci[4] k vygenerování příkazu, který vytvoří kostru projektu
6. pustit aplikaci ve vývojovém prostředí a přesměrovat prohlížeč na http://localhost:8080/

## Aplikace Hello world
Každá aplikace ve Wicket musí mít právě jednu instanci třídy, která rozšiřuje třídu WebApplication.
HelloWorldApplication.java
```
import
 
org.apache.wicket.protocol.http.WebApplication
;

public
 
class
 
HelloWorldApplication
 
extends
 
WebApplication
 
{

    
/**

     * Konstruktor.

     */

    
public
 
HelloWorldApplication
()
 
{

    
}

    
/**

     * @see org.apache.wicket.Application#getHomePage()

     */

    
public
 
Class
 
getHomePage
()
 
{

        
return
 
HelloWorld
.
class
;

    
}

}

```

Následuje vytvoření stránky rozšířením třídy WebPage
HelloWorld.java
```
import
 
org.apache.wicket.markup.html.WebPage
;

import
 
org.apache.wicket.markup.html.basic.Label
;

public
 
class
 
HelloWorld
 
extends
 
WebPage
 
{

    
/**

     * Constructor

     */

    
public
 
HelloWorld
()
 
{

        
add
(
new
 
Label
(
"message"
,
 
"Hello World!"
));

    
}

}

```

Ukázka HTML a propojení pomocí wicket:id atributu s komponentou (podmínkou propojení je shodnost hodnoty wicket:id u HTML tagu a identifikátoru komponenty). V tomto případě dojde k nahrazení textu "Tento text nahradí model komponenty" statickým modelem vytvořené komponenty Label tedy "Hello World!".
HelloWorld.html
```
<!DOCTYPE html PUBLIC "-//W3C//DTD XHTML 1.0 Transitional//EN" "http://www.w3.org/TR/xhtml1/DTD/xhtml1-transitional.dtd">

<html
 
xmlns=
"http://www.w3.org/1999/xhtml"

xmlns:wicket=
"http://wicket.apache.org/dtds.data/wicket-xhtml1.3-strict.dtd"
 
xml:lang=
"en"
 
lang=
"en"
>

<body>

    
<span
 
wicket:id=
"message"
 
id=
"message"
>
Tento
 
text
 
nahradí
 
model
 
komponenty
</span>

</body>

</html>

```

Konfigurační XML soubor aplikace
```
<?xml version="1.0" encoding="UTF-8"?>

<!DOCTYPE web-app

      PUBLIC "-//Sun Microsystems, Inc.//DTD Web Application 2.3//EN"

      "http://java.sun.com/dtd/web-app_2_3.dtd">

<web-app>

    
<display-name>
Wicket
 
Examples
</display-name>

    
<filter>

        
<filter-name>
HelloWorldApplication
</filter-name>

        
<filter-class>
org.apache.wicket.protocol.http.WicketFilter
</filter-class>

        
<init-param>

          
<param-name>
applicationClassName
</param-name>

          
<param-value>
org.apache.wicket.examples.helloworld.HelloWorldApplication
</param-value>

        
</init-param>

    
</filter>

    
<filter-mapping>

        
<filter-name>
HelloWorldApplication
</filter-name>

        
<url-pattern>
/*
</url-pattern>

    
</filter-mapping>

</web-app>

```

### Blogy
- Eelco Hillenius
- Martijn Dashorst
- Jonathan Locke
- Al Maw
- Wicket @ Et netera (česky) Archivováno 28. 8. 2013 na Wayback Machine.
- Apache Wicket na X (dříve Twitteru)